# Can Porcalla
Can Porcalla és una casa de la ciutat de Girona que forma part de l'Inventari del Patrimoni Arquitectònic de Catalunya.

## Descripció
És un edifici de planta baixa i tres pisos, cantoner entre el carrer Alemanys, la pujada de Sant Domènec i plaça de St. Domènec. Està formada per un cos ja existent (torre Rufina) i aquest de Can Rocalla. Entre ells s'uneixen en planta d'habitació. La casa, pel costat dels Alemanys, està composta en tres bandes horitzontals, de quatre finestres per planta i que coincideixen verticalment. Cada banda se separa de l'altra per esgrafiats de motiu florals que coincideixen amb els forjats. A la porta d'entrada hi ha les inicials JP-1886. Tota la façana està formada per esgrafiats de carreus de pedra. Les obertures de la planta baixa són de respiració de sales, mentre que la resta són balcons de llosana de pedra amb modillons treballats i guardapols en frontó i motllures.
La façana a la plaça de Sant Domènec és de composició simètrica amb dos cossos massissos a banda i banda i d'un cos central, formant porxo, de tres arcs de punt rodó al segon pis a la planta, que formen una galeria, a la planta i terrat al tercer pis. Les façanes es clouen amb ràfec de modillons. Hi ha una torre quadrada que sobresurt de l'edifici i un pati interior a nivell de planta i que dona a la plaça mitjançant l'obertura d'una finestra.

## Història
Era propietat en origen del metge Porcalla, i que feu reformar la casa, ja que era una de les típiques del carrer. Esdevingué, amb posterioritat, rectoria de la parròquia de la catedral. Actualment torna a ésser habitació.